# Bruno Specht
Bruno Specht (* 1856 oder 1857 wohl in Schweinfurt; † nach 1915) war ein deutscher Architekt und Fachschullehrer.

## Leben

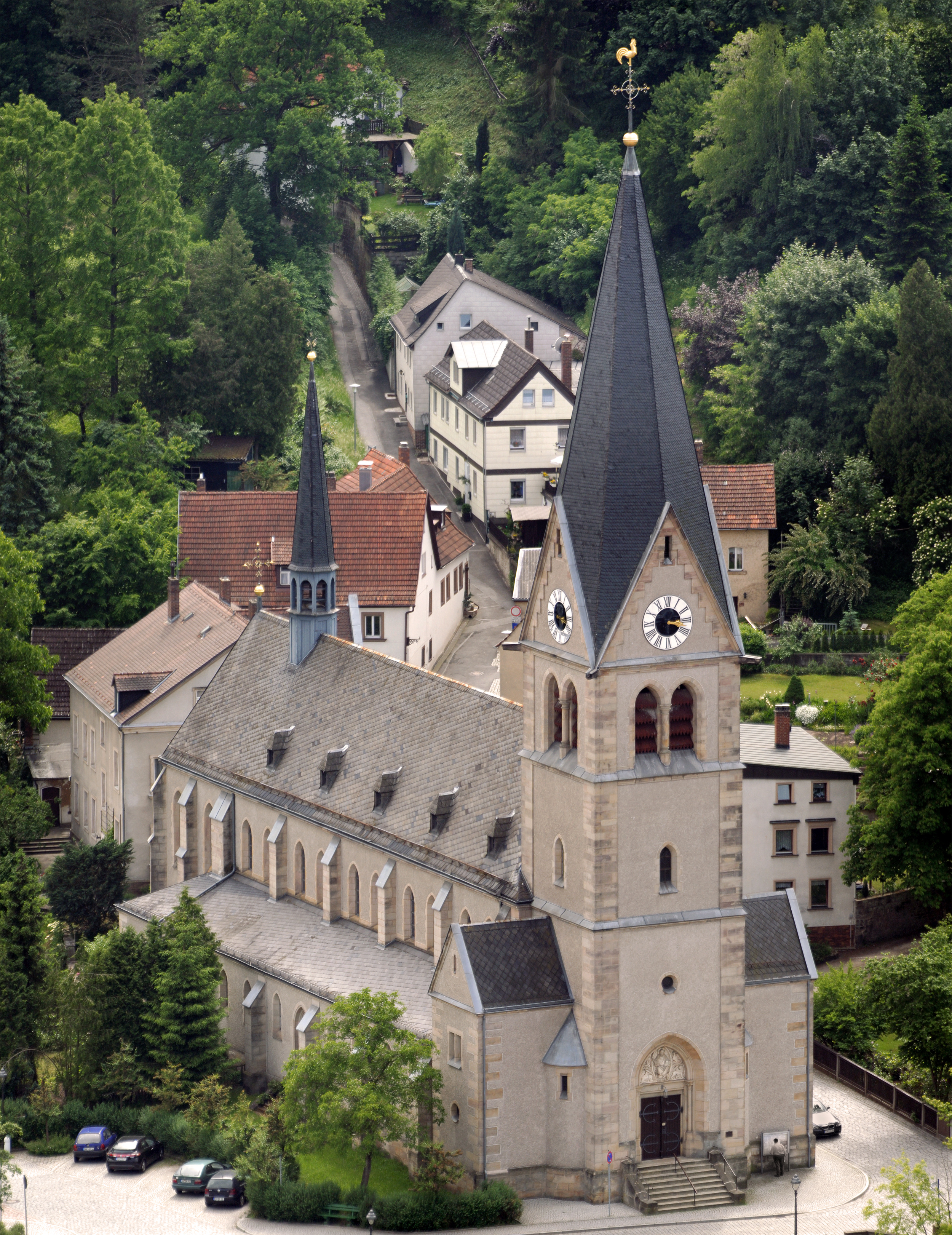
Pfarrkirche „Zu Unserer Lieben Frau“ in Kulmbach

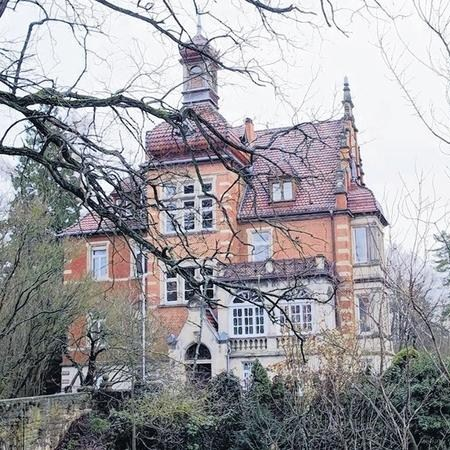
Villa Gademann in Schweinfurt

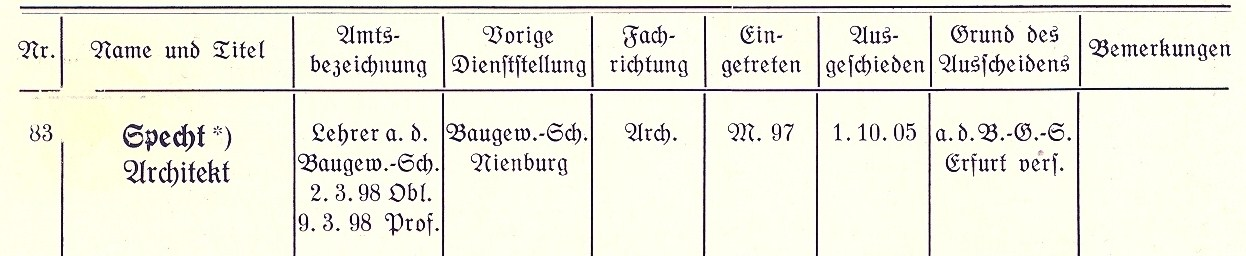
Stationen als Lehrer

Specht war der Sohn des Kaufmanns und Magistratsrates (Ratsherrn) Hermann Specht und besuchte vom Schuljahr 1867/1868 bis 1875 das Königliche Gymnasium in Schweinfurt, wo er vermutlich auch 1875 das Abitur machte.
Im Jahr 1887 heiratete Specht.
Für die Jahre zwischen 1888 und 1894 sind in Bayern verschiedene nach seinen Entwürfen ausgeführte Bauten nachweisbar, darunter auch mehrere Kirchen.
Nach 1894 lehrte Specht an verschiedenen preußischen Baugewerkschulen. Zunächst war er Lehrer an der Staatlichen Baugewerkschule Nienburg (1895 erwähnt). Von dort wurde er im Jahr 1897 als Lehrer an die Baugewerkschule  Breslau versetzt. Hier veröffentlichte er zahlreiche Fachschriften. In Breslau wurde er am 2. März 1898 Oberlehrer und nur eine Woche später am 9. März schon Professor. Zum 1. Oktober 1905 wurde er an die Baugewerkschule Erfurt versetzt, wo er noch 1916 genannt wurde.

## Werk
In Gemeinschaft mit dem Architekten August Exter entstanden im Jahr 1888 in der Münchner Isarvorstadt in der Kohlstraße 3 und 5 die heute unter Denkmalschutz stehenden Mietshäuser im Stil der Neorenaissance in Rohbackstein mit Hausteingliederung.
Ende der 1880er Jahre führte der Rosenheimer Baumeister Max Lutz (1850–1910) für das Kapuzinerkloster Rosenheim nach Spechts Plänen ein neues, großes Langhaus als Hauptschiff der Kirche aus, die am 4. Oktober 1889 neu eingeweiht werden konnte.
In den Jahren 1889 bis 1891 wurde nach Spechts Plänen die evangelische Kirche in Bischofsgrün als neugotische Hallenkirche mit eingezogenem Chor und Turmfassade errichtet.
Gemeinsam mit dem Münchner Architekten August Thiersch entwickelte er Pläne, nach denen das 1847 unter der Leitung von Friedrich von Gärtner erbaute evangelische Bethaus in Bad Kissingen, in den Jahren 1890/1891 zur heutigen Erlöserkirche umgebaut und erweitert wurde.
In den Jahren 1892 bis 1894 entstand nach seinen Entwürfen in Kulmbach die neugotische Basilika „Zu Unserer Lieben Frau“. Im Jahr 1896 wurde nach seiner Planung in Schweinfurt in der Bergstraße 8 eine Villa mit Ziergiebel und Turm, Ziegler und Sandsteingliederungen für den Farbfabrikanten Carl Friedrich Gademann (1846–1910) und seine Ehefrau Franciska geb. Sattler ausgeführt. Auch diese Villa steht heute unter Denkmalschutz.

## Schriften
- Bürgerhaus und Baugewerkschule. In: Deutsche Bauzeitung, 27. Jahrgang 1893, Nr. 1, Seite 2–4.
- Raumkunst. In: Deutsche Bauzeitung, 29. Jahrgang 1895, Seite 501–504.[6]
- Bürgerliche Baukunst. Eine Vorbildersammlung für Schule und Praxis. Trewendt & Granier, Breslau 1902 (Digitalisat).
- Die Grenzen der künstlerischen Entwicklung an den Baugewerkschulen. In: Deutsche Bauzeitung, 39. Jahrgang 1905, Seite 310.
- Leitfaden zur architektonischen Formenlehre, für Baugewerkschüler bearbeitet. (4 Teile) 1.–3. Auflage, Trewendt & Granier, Breslau 1903/1905/1907; 4. Auflage, Dresden 1909.
- Der Wohnhausbau. In: Deutsche Bauzeitung, 44. Jahrgang 1910.